# جیمز فنر
جیمز فنر (به انگلیسی: James Fenner) سناتور سابق عضو حزب دموکرات-جمهوری‌خواه بود. وی در سال ۱۸۰۵ تا ۱۸۰۷ میلادی سناتور ایالت رود آیلند در سنای ایالات متحده آمریکا بود.